# Regis Philbin
Regis Francis Xavier Philbin (pronunciación en inglés: /ˈriːdʒɨs ˈfɪlbɨn/) (Nueva York, 25 de agosto de 1931-Greenwich, Connecticut; 24 de julio de 2020) fue una personalidad de los medios de comunicación, actor, y cantante estadounidense, que fue conocido por presentar talk shows y programas de concursos en la televisión desde los años 1960.
Philbin es frecuentemente llamado (en una manera alternativamente atribuida a James Brown) «el hombre más trabajador del mundo del espectáculo», y posee un récord en el Libro Guinness de los récords después de haber pasado la cantidad más grande de tiempo en frente de una cámara profesional de vídeo. Es conocido por su manera emocionada, su acento neoyorquino del estilo Bronx, su ingenio, y sus improvisaciones irreverentes. Los programas de televisión por los cuales Philbin es más ampliamente conocido incluyen Live with Regis and Kelly (que saltó a la fama como Live with Regis and Kathie Lee), Who Wants to Be a Millionaire, Million Dollar Password, y la primera temporada de America's Got Talent.
El 18 de enero de 2011, Philbin anunció planes para dejar Live with Regis and Kelly después de que su contrato terminó al final de la temporada 2010-2011. Su episodio final de Live se emitió el 18 de noviembre de 2011.
Falleció el 24 de julio de 2020 a los 88 años por causas naturales.

## Inicios y carrera temprana
Philbin nació en la ciudad de Nueva York. Su padre, Francis "Frank" Philbin, un miembro del Cuerpo de Marines de los Estados Unidos quien sirvió en el Pacífico, era descendiente de irlandeses. Su madre, Filomena "Florence" (née Boscia), era descendiente de los arbëreshë (una población minoritaria albanés cuyos antepasados provienen del sur de Italia). Vivieron en el 1990 de Cruger Avenue, en la sección Van Nest de The Bronx. Philbin creció como un católico. Supuestamente se le dio el nombre "Regis" debido a un deseo por parte de su padre, que iba a asistir al prestigioso Regis High School. Durante mucho tiempo se creyó que Philbin era hijo único, pero en el episodio de Live with Regis and Kelly que se emitió el 21 de febrero de 2007, Philbin anunció que tuvo un hermano menor, Frank M. Philbin (1 de marzo de 1951 - 27 de enero de 2007, quien había fallecido de linfoma no-Hodgkin varios días antes. Dijo que su hermano, 20 años más joven que él, le había pedido no hablar de él en la televisión ni en la prensa.
Philbin asistió a la escuela primaria Our Lady of Solace Grammar School en The Bronx. Pasó a graduar de Cardinal Hayes High School en The Bronx en 1949, antes de asistir a la Universidad de Notre Dame, donde graduó en 1953 con un grado en sociología. Más adelante, sirvió en la Armada de los Estados Unidos como un oficial de abastecimiento, y posteriormente asumió algunos trabajos entre bastidores en la televisión y la radio antes de pasando a la arena de radiodifusión.
En su primer trabajo en el mundo del espectáculo, Philbin fue un paje en The Tonight Show durante los años 1950. Más tarde, escribió para Tom Duggan, un presentador de talk shows en Los Ángeles, y nerviosamente sustituyó en un episodio cuando el bebedor Duggan no apareció. También fue un locutor en The Tonight Show en 1962.
Su primer programa de entrevistas fue The Regis Philbin Show en KOGO-TV (ahora KGTV) en San Diego, California. Por razones presupuestarios, no tuvo un equipo de guionistas, que lo llevó a comenzar cada programa con lo que se convertiría en su sello distintivo, el segmento de "charla del presentador" (influenciado por Jack Paar), en donde compromete su audiencia (y más tarde, su co-presentador) en discusiones sobre su vida y los eventos del día.
Philbin ganó su primera exposición nacional en 1967 como el compañero de Joey Bishop en The Joey Bishop Show, que se emitió en la televisión desde 1967 hasta 1969. En la vena de Johnny Carson y Ed McMahon, Bishop alegremente enbromaría Philbin, y Philbin tomaría las barbas con calma. Sin embargo, los sentimientos de Philbin fueron heridos cuando enteró a través de la vid de la American Broadcasting Company (ABC) que los ejecutivos fueron insatisfechos con su trabajo y con su acento fuerte. En respuesta, durante la secuencia introductoria de uno de los programas en 1968, Philbin pronto detuvo el programa con una diatriba no planificada sobre el hecho que no era deseado, y abruptamente renunció el programa. Unas noches más tarde, asegurado por Bishop que todo estaba bien y que las barbas no eran personales, Philbin regresó, en probablemente uno de los desarrollos más extraños en la historia de televisión nocturna en vivo. Cuando The Joey Bishop Show fue cancelado, Bishop le devolvió el favor y abandonó el programa en el aire sin previo aviso, le dejando a Philbin la oportunidad de exitosamente presentar el programa por sí mismo.

## Carrera con los talk shows

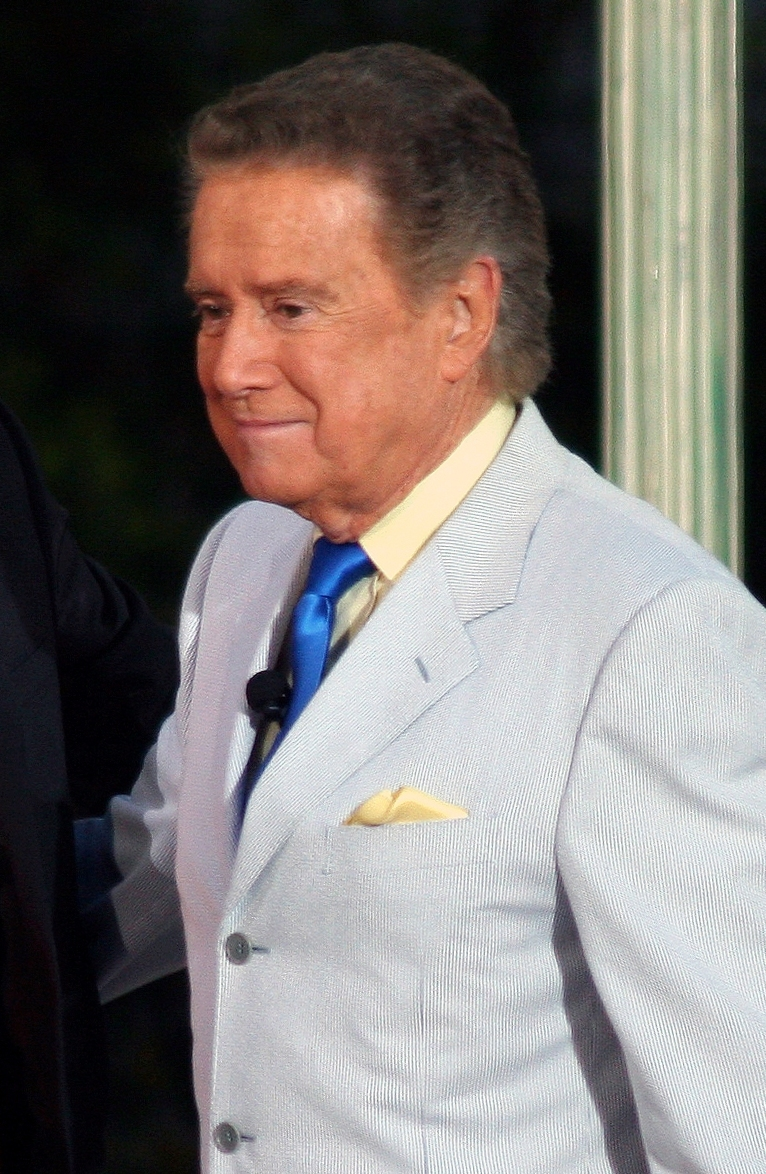
Regis Philbin en 2009

En 1964, Philbin asumió las responsabilidades de presentación para un programa nocturno, The Westinghouse Tonight Show from Hollywood, cuando Steve Allen dejó el programa. La audiencia no aceptó Philbin como un reemplazo para Allen (cuyas travesuras eran estrafalarios), y la aparición de Philbin duró solamente pocas semanas debido a una audiencia triste. Johnny Carson fue demaisado fuerte entre las audiencias para la misma franja horaria. Carson fue una inspiración para Philbin, de acuerdo con sus propias declaraciones en Pioneers of Television, que se emitió por el Public Broadcasting Service (PBS) en 2008.
Desde 1975 hasta 1981, Philbin co-presentó A.M. Los Angeles, un talk show local que se emitió en las mañanas por KABC-TV, inicialmente con Sarah Purcell desde 1975 hasta 1978, y más tarde con Cyndy Garvey desde 1978 hasta 1981. La presencia de Philbin llevó el programa del último puesto al primer puesto en las índices de audiencia entre la programación local.
A principios de los años 1970, Philbin también conmutó a San Luis, donde filmó Regis Philbin's Saturday Night in St. Louis en KMOX-TV (ahora KMOV.
Un libro de 1978 llamado The Great 1960s Quiz, publicado por Harper and Row con Dan Carlinsky como su autor, preguntó «¿Quién era Regis Philbin?» en su séptima página, y la respuesta correcta fue «El compañero de Joey Bishop en su talk show nocturno», según la página 124a. La presencia aparentemente "trivial" de Philbin en los medios nacionales de comunicación pronto sería revivida.
En 1981, Philbin y Mary Hart co-presentaron una serie matutina de variedad que se emitió nacionalmente por la National Broadcasting Company (NBC). El programa duró por solo 18 semanas.
Garvey dejó Los Ángeles en 1982, trasladando a la ciudad de Nueva York. Philbin reunió a Garvey en The Morning Show, que se emitió por WABC-TV. En ese tiempo, la franja horaria de WABC a las 09:00 sufrió de bajas cuotas de pantalla debido en parte a su competencia; WNBC-TV fue emitiendo The Phil Donahue Show, mientras WCBS-TV respondió con un bloque de concursos que contó con The Joker's Wild y Tic-Tac-Dough. Después de que Garvey dejó otra vez, y Ann Abernathy brevemente compartió las deberes de co-presentación, Philbin fue emparejado con Kathie Lee Johnson (posteriormente Gifford) en junio de 1985, y las audiencias del programa mejoraron significativamente. El programa se introdujo a la sindicación nacional como Live with Regis and Kathie Lee y el éxito continuó. El programa reemplazaría A.M. Los Angeles al momento de su cancelación en 1991, y fue eventualmente recogido por todas de las estaciones que pertenecieron a la ABC, con la sola excepción de WLS-TV en Chicago, que había emitida The Oprah Winfrey Show en esa franja horaria a partir de su debut como A.M. Chicago. (Live se lleva por la transmisión local de WGN-TV en Chicago; no se transmite por WGN America).
En los años 1980, Philbin presentó Lifestyles with Regis Philbin en el canal de televisión Lifetime.
Cuando Gifford salió del programa en 2000, el programa fue temporalmente renombrado Live with Regis. Philbin siempre tendría una co-presentadora invitada hasta que un reemplazo oficial fue encontrado. Philbin ganó un premio Daytime Emmy en la categoría «Mejor Presentador de Talk Show» en 2001. El mismo año, Kelly Ripa fue nombrada como la co-presentadora permanente, y el programa fue renombrado Live with Regis and Kelly. Su química demostró ser exitosa, porque el programa continuó disfrutar audiencias altas.
Philbin fue honrado por el Libro Guinness de los récords cuando estableció un récord por la mayor cantidad de horas en cámara el 20 de agosto de 2004, reemplazando Hugh Downs con un total de 15.188 horas en la televisión. El 14 de septiembre de 2006, su récord fue actualizado a 15.662 horas; y el 17 de septiembre de 2009, fue actualizado a 16.343 horas. Su tiempo en el aire continúa acumular.
En 2008, la ABC renovó el contrato de Philbin hasta 2011. Bajo este contrato nuevo, Philbin gana más que 21.000.000 dólares estadounidenses, pero los términos y condiciones significativamente restringen su capacidad en negociar acuerdos con otras cadenas que la ABC. Sin embargo, Philbin recibió un contrato similar con la CBS debido a su presentación de Million Dollar Password.

## Carrera con los concursos
Philbin fue también un presentador de programas de concursos. Presentó The Neighbors, un concurso efímero que se emitió por la ABC a finales de 1975 y a principios de 1976. La premisa del programa le requirió a dos participantes femeninas adivinar cuál de sus tres vecinos estaba diciendo chismes sobre ella. En 1976, era un "reportero de campo" para Almost Anything Goes (también emitido por la ABC), una adaptación estadounidense del concurso británico It's a Knockout!, que alternadamente era adaptado del concurso francés Intervilles. Ambos programas sufrieron de bajas audiencias.
Philbin ha sido mucho más exitoso con sus deberes más recientes como un presentador de concursos. Fue el presentador original de la versión estadounidense de Who Wants to Be a Millionaire (¿Quién quiere ser millonario? en español), que como Almost Anything Goes fue emitido por la ABC y tuvo sus orígenes en Gran Bretaña. Millionaire fue un éxito mayor en las audiencias cuando ABC debutó el programa en 1999, cuando se destinó a ser una serie especial ocasional. ABC posteriormente emitió Millionaire como una serie regular con episodios frecuentes, pero su audiencia disminuyó lentamente, hasta que era eventualmente cancelado. En 2002, Millionaire fue reestructurado como una serie sindicada con presentación de Meredith Vieira, que ha continuada al presente. Después de la cancelación de la versión original de Millionaire, el programa ha sido regresado al horario central de vez en cuando, con tales especiales como Who Wants to Be a Super Millionaire (2004), que se emitió sobre una base más limitada, y una edición especial con 11 episodios que se emitió en 2009 para celebrar el décimo aniversario del programa. Las deberes de Philbin como presentador de Who Wants to Be a Millionaire le ganaron un premio Daytime Emmy en la categoría «Mejor Presentador de Concursos».
En noviembre de 2005, la ABC anunció que Philbin presentaría una reposición de This Is Your Life, un documental antigua de la cadena. En agosto de 2006, informó que su contrato con el programa había caducado, y declinó renovarlo.
Philbin presentó la primera temporada de America's Got Talent, un programa con búsquedas para talentos amateurs que es producido por Simon Cowell y se ha emitido por la NBC desde el verano de 2006. Voló entre Nueva York y Los Ángeles muchos veces durante ese período de tiempo, para participar en tanto Live with Regis and Kelly como AGT. La dificultad de su conmutación entre las dos ciudades fue una cuestión, junto con problemas de salud que había tenido en el pasado. Por lo tanto, fue reemplazado en 2007 por Jerry Springer, un presentador de talk shows. Con respecto a su reemplazo de Philbin, Springer observió: «Nadie sustituye a Regis. Es el mejor presentador quien jamás ha existido, así que debes rendir su homenaje a él.»
Sin embargo, Philbin empezó desarrollar una afiliación con FremantleMedia. Presentó una reposición de la franquicia Password llamada Million Dollar Password, que se estrenó el 1 de junio de 2008 y se terminó en 2009.

## Otras apariciones en la televisión
El 31 de diciembre de 2004, Philbin sustituyó para Dick Clark en Dick Clark's New Year's Rockin' Eve, mientras Clark estaba recuperando de un accidente cerebrovascular. Philbin, quien es un año y medio más joven que Clark, alegremente afirmó que había interrumpido su vacación anteriormente prevista para conducir el espectáculo. Durante un especial de Nochevieja producido por CNN, emitido en tanto CNN y CNN International con presentación de Anderson Cooper, juerguistas en Times Square dijeron al reportero de CNN Jason Carroll que Philbin estaba bien sustituyendo para Clark, aunque la cadena ya tuvo Cooper y Carroll.
Philbin también fue el presentador del final de The Apprentice 2 el 16 de diciembre de 2004, y de las llegadas oficiales en la alfombra roja durante el ceremonio de los Premios Óscar de 2007 en el 24 de febrero de 2008.
Philbin presentó el ceremonio de los premios Daytime Emmy en el 27 de junio de 2010.

### Apariciones como invitado
Philbin hace apariciones regulares en The Late Show with David Letterman, en donde no ofrece a David Letterman una gran cantidad de ayuda en el control del programa—siendo simúltaneamente su auto habitualmente urbano y el «invitado del infierno» (porque Philbin es también un presentador de televisión)—aunque muestran un respecto sincero por los demás. Es frecuentemente introducido por Letterman como «Regis Lee Philbin», un juego en el nombre de la co-presentadora anterior de su programa matutino, Kathie Lee Gifford. También ha aparecido en otros talk shows nocturnos de la televisión, incluyendo Jimmy Kimmel Live!, Late Night with Conan O'Brien, y The Late Late Show with Craig Ferguson.
Philbin ha aparecido en tales comedias de situación como Spin City, How I Met Your Mother, Mad About You, Hope & Faith, Seinfeld, y The Fresh Prince of Bel-Air, así como en The Dana Carvey Show y The Larry Sanders Show.
Quizás para atraer la buena suerte, algunos programas de entrevistas, incluyendo The View y The Tony Danza Show, habían inscrito Philbin para ser su primer invitado.
Philbin fue una celebridad invitada en WrestleMania VII en Los Ángeles en 1991, comentando en el evento principal entre Hulk Hogan y Robert "Sergeant Slaughter" Remus.
El 25 de diciembre de 2000, Philbin apareció como una panelista en 2 Minute Drill, un programa de concursos en ESPN.
El 28 de febrero de 2004, Philbin hizo otra aparición como una estrella invitada, en el episodio «Drowsy» de Lilo & Stitch: The Series.
El 15 de mayo de 2006, Philbin apareció como un invitado especial, junto con Howie Mandel, en un episodio especial de dos horas de Deal or No Deal en la NBC.
Philbin ha aparecido tres veces en Celebrity Jeopardy!, la mayor cantidad de apariciones para alguna celebridad compitiendo en el programa de concursos Jeopardy! Compitió para Cardinal Hayes High School, su alma máter. En noviembre de 2006, ganó su competición, ganando $50.000 para la escuela.
Philbin ganó su competición en una edición para celebridades de Are You Smarter Than a 5th Grader? en noviembre de 2007, otra vez jugando para su alma máter, Cardinal Hayes High School. Dejó fuera del juego, ganando $175.000 para la escuela.
En septiembre de 2008, Philbin apareció como invitado en How I Met Your Mother y Ugly Betty. En Mother, Philbin unió con el elenco del programa en una búsqueda para la mejor hamburguesa en Nueva York. Se reveló a trabajar en el gimnasio de Barney, y tiene su fotografía colgada en el restaurante, y también en todos de los otros restaurantes sospechosos de servir la mejor hamburguesa, incluyendo Corner Bistro y Veggie Heaven; esto fue más probablemente para la ironía, porque la fotografía de Regis Philbin fue el único detalle que Marshall Eriksen recordó sobre el restaurante, además del letrero de neón y la puerta verde. El 25 de diciembre de 2009, Philbin asistió a la Misa de Navidad con Edward L. Black y Timothy Dolan en The Sunday Mass, dando una entrevista especial discutiendo cómo ser un católico ha cambiado su vida.
En febrero de 2011, Philbin hizo una aparición en Take Two with Phineas & Ferb, como el presentador. El 3 de julio del mismo año, Philbin era una celebridad invitada en The Marriage Ref, junto a Tracy Morgan y Susie Essman.

## Obras escritas y musicales
Además de ser una personalidad de televisión, Philbin es también un autor y cantante, basándose en el éxito de su programa de entrevistas.
Dos autobiografías co-escritas por Philbin con Bill Zehme, I'm Only One Man! (1995) y Who Wants to Be Me? (2000), son escritos en el estilo conversacional/anecdótica de sus segmentos de "charla del presentador." El primer libro sigue un año en su vida (1994-1995) y cuenta con su recuerdo de (entre otras cosas) su vida personal, sus recuerdos con celebridades, y su trabajo en Live with Regis and Kathie Lee, y el segunda es una respuesta al éxito de Who Wants to Be a Millionaire y se ocupa de más payasadas sobre el programa y su vida.
Como un cantante, Philbin puede ser mejor descrito como un "crooner" en el estilo de sus cantantes favoritos: Dean Martin, Perry Como, y Frank Sinatra. Probó las aguas musicales con su álbum del pop, It's Time for Regis! (1968). Después de recibir revistas pobres, Philbin fue renuente de grabar otro álbum, pero ocasionalmente cantó en Live, usualmente cantando a dúo con otra persona. En 2004, después de 36 años, grabó When You're Smiling, un álbum del pop que sonó más maduro. The Regis Philbin Christmas Album fue estrenado en septiembre de 2005, según Amazon.com, pero no era extensamente disponible hasta noviembre del mismo año con el fin de coincidir con la temporada navideña. Este álbum cuenta con varios dúos con tales amigos cercanos como Donald Trump (en "Rudolph the Red-Nosed Reindeer"), Steve Tyrell (en "Marshmallow World"), y aún su esposa Joy (en "Baby, It's Cold Outside" y "Winter Wonderland"). Una edición especial del álbum fue producida con pistas grabadas con el "Notre Dame Glee Club." Se dice que disfrute la experiencia en grabación más en la actualidad que en el tiempo de su primera grabación. Philbin es actualmente contratado con Hollywood Records.

## Vida personal

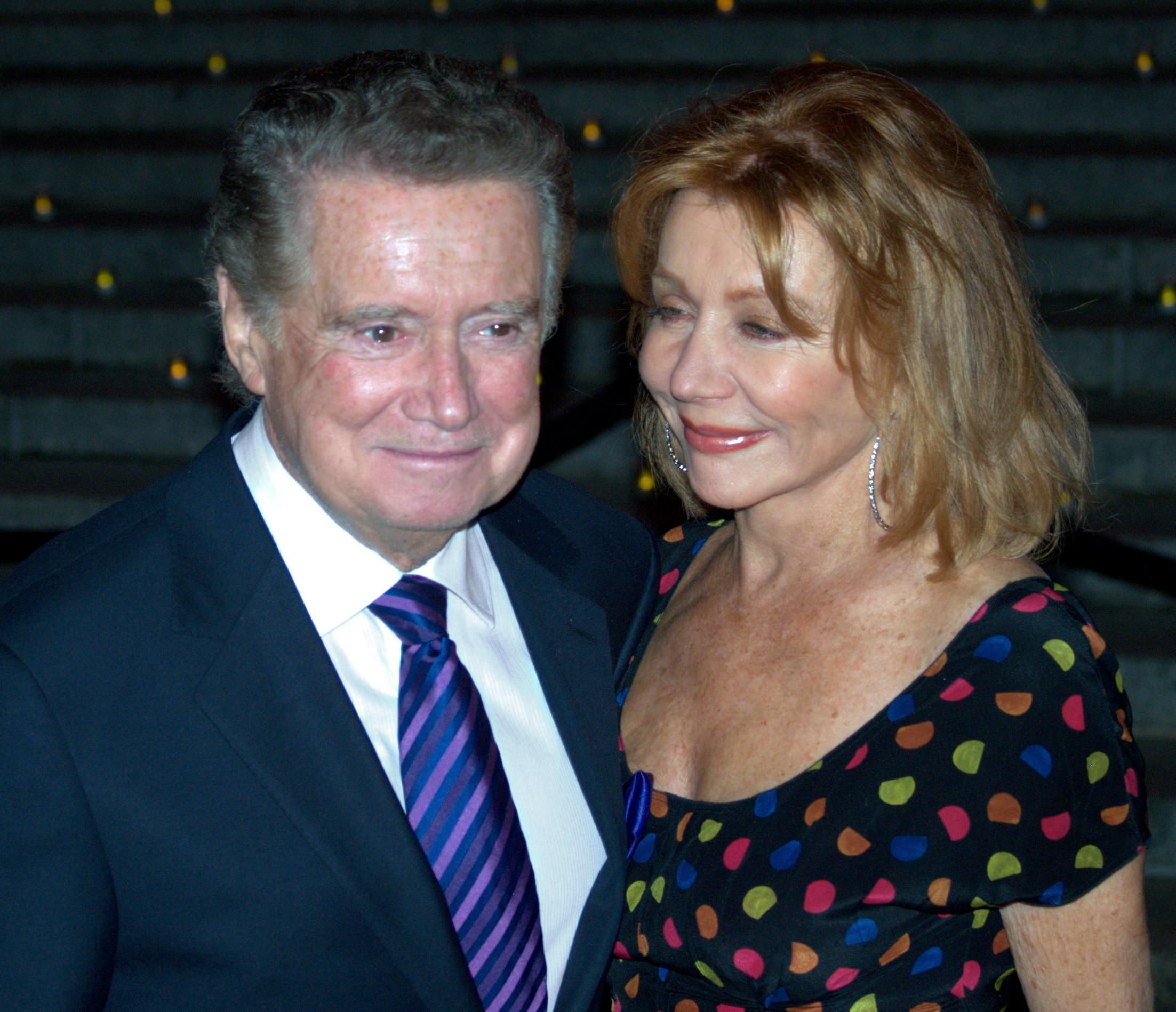
Regis y Joy Philbin en la Ciudad de Nueva York en 2009

Philbin estuvo casado con Catherine "Kay" Faylen, la hija del actor Frank Faylen, desde 1955 hasta 1968; tuvieron una hija llamada Amy y un hijo llamado Daniel un año antes de divorciarse. Se casó en 1970 con la decoradora de interiores Joy Senese, tuvieron dos hijas Joanna y Jennifer; ocasionalmente copresentó Live con  Philbin. Su hijo Daniel nació con una malformación en su médula espinal lo que lo llevo a una doble amputación. Durante los atentados del 11 de septiembre de 2001, Philbin dejó claro que estaba muy preocupado por Daniel, quien trabajaba en El Pentágono pero salió ileso del ataque terrorista. Desde entonces, Regis se unió a su hijo Daniel en el Walter Reed Army Medical Center para visitar soldados lesionados.[cita requerida] En 2014 Daniel falleció por causas naturales. En agosto de 2007, Regis y Joy Philbin anunciaron que su hija Jennifer estaba esperando su primer hijo quien fue nombrado "William Xavier," llevando el tercer nombre de Regis, "Xavier". El 14 de julio de 2008, Jennifer dio nacimiento a su segundo hijo, una niña llamada Ivy Elizabeth.[cita requerida]
Philbin seguía el mundo de deportes profesionales extensamente, disfrutando los juegos de las Grandes Ligas de Béisbol así como los juegos de la National Football League. Fue un fanático ávido de los New York Yankees y un partidario orgulloso de su alma máter, la Universidad de Notre Dame — tan orgulloso, de hecho, que Philbin narró los dos CD de audio que acompañaron un libro escrito por Joe Garner, Echoes of Notre Dame Football: Great and Memorable Moments of the Fighting Irish. Philbin jugó en el equipo de tenis de Notre Dame (a pesar de haber afirmado recientemente en un anuncio que había aprendido el tenis de su esposa Joy). Varios entrenadores de fútbol de Notre Dame, tales como Charlie Weis, Tyrone Willingham, y Lou Holtz, han aparecido en Live. Junto con ser un fanático de los Yankees, Philbin está también «manteniendo un ojo en los Florida Marlins», y también ha apoyado los Pittsburgh Pirates en años recientes. Durante sus años en el sur de California, fue un invitado habitual a las fiestas en la «Playboy Mansion» que perteneció a Hugh Hefner.
En marzo de 1984, Philbin abrió una concesión de Ford en Gilbert, Arizona, como una inversión alternativa a su carrera en la televisión. La concesión, llamada «Philbin Ford», sufrió debido al hecho que el mercado de automóviles en el área estaba sobresaturado; y fue cerrada a finales de 1988.
Fue conocido por tener problemas con las nuevas tecnologías y solía confundirse cuando operaba dispositivos electrónicos, tales como mandos a distancia y reproductores de DVD. No era habitual que utilizara computadoras (aunque realmente utilizó una para un episodio de Live en el verano de 2008, demostrando cómo encontrar casas en línea), y no tuvo un teléfono celular hasta el 10 de septiembre de 2008. Sin embargo, Philbin no rechazaba del todo la tecnología; simplemente pedía a Joy que hiciera las llamadas y enviara los correos electrónicos por él.

### Salud
El 12 de marzo de 2007, durante un episodio de Live with Regis and Kelly, Philbin anunció que se sometería a una Cirugía coronaria de bypass más tarde esa semana, ya que había sufrido dolores en su pecho así como dificultad para respirar las dos semanas anteriores y los médicos descubrieron placa en sus arterias. Además, Philbin habló con David Letterman, para lo quien Philbin sustituyó en The Late Show with David Letterman durante su propia cirugía quíntupla de bypass. Su cirugía fue exitosa, y Philbin regresó al programa en el 26 de abril del mismo año.
En el episodio de Live with Regis and Kelly emitido el 23 de noviembre de 2009, Philbin anunció que tomaría un descanso para someter cirugía para reemplazo de cadera. Philbin tomó un descanso por cuatro a seis semanas para recuperar, y regresó a sus deberes de presentación regular el 4 de enero de 2010, para empezar el nuevo año.
El 14 de mayo de 2010, fue anunciado que Philbin sometería una cirugía para extraer un coágulo de sangre de su pantorrilla. Regresó el día siguiente.

## Cultura popular
Philbin interpretó a «Handsome Hal», un vendedor de coches, en la comedia de enredo Hope & Faith, coprotagonizada por Kelly Ripa con Faith Ford; y en Shrek tercero, prestó su voz a la hermana de la Hermanastra Fea (doblada por Larry King). Un elemento importante en la trama del episodio de Animaniacs llamado «Pigeon on a Roof» (en lo cual "The Goodfeathers", conocido en español como Los palomos emplumados, parodian el musical Fiddler on the Roof) involucra el derrocamiento de una estatua de Martin Scorsese y su sustitución por una de Philbin, y varios episodios de ¡Oye, Arnold! contaron con un talk show que parodió a Philbin y su programa. Además, el artista cristiano Steven Curtis Chapman mencione Philbin en su canción «Live Out Loud».

### Who Wants to Be a Millionaire
Durante su estancia en Who Wants to Be a Millionaire, Philbin popularizó la mirada monocromática en trajes de vestir para hombres que hace hincapié en color en vez de patrón en corbatas y camisas de vestir. Comúnmente usó un traje, camisa y corbata con coordinación en tonos sólidos, ligeramente distintos del mismo color, generalmente un color oscuro o apagado. Existió una línea efímera de ropa por Phillips-Van Heusen, llamado Regis.
Durante su tenencia con Millionaire, Philbin popularizó el latiguillo Is that your final answer? («¿Es su respuesta final?») para pedir la verificación de las respuestas de sus concursantes. Adoptó este latiguillo de Chris Tarrant, el presentador de la versión original del programa en Gran Bretaña.
Además de presentar la serie original de Millionaire, Philbin también presentó 11 episodios (dos semanas con 5 episodios por cada una, así como un episodio adicional) para celebrar el aniversario décimo del programa en agosto de 2009. Además, Philbin fue nombrado un presentador invitado de la versión sindicalizada del programa durante el temporada 2009–2010, junto con Steve Harvey y John Henson.

### 2007 Neiman Marcus Christmas Book
En octubre de 2007, Philbin era destacado en el Neiman Marcus Christmas Book cuando celebró su aniversario centésimo. El mismo mes, presentó The Classical Superstars Fantasy Concert, que incluyó la virtuoso pianista Lola Astanova con el Kirov Orchestra de Rusia, dirigido por Valeri Gérgiev. El concierto estupendo para 500 invitados fue ofrecido para la venta con un costo de 1,6 millones de dólares.

## Premios y honores

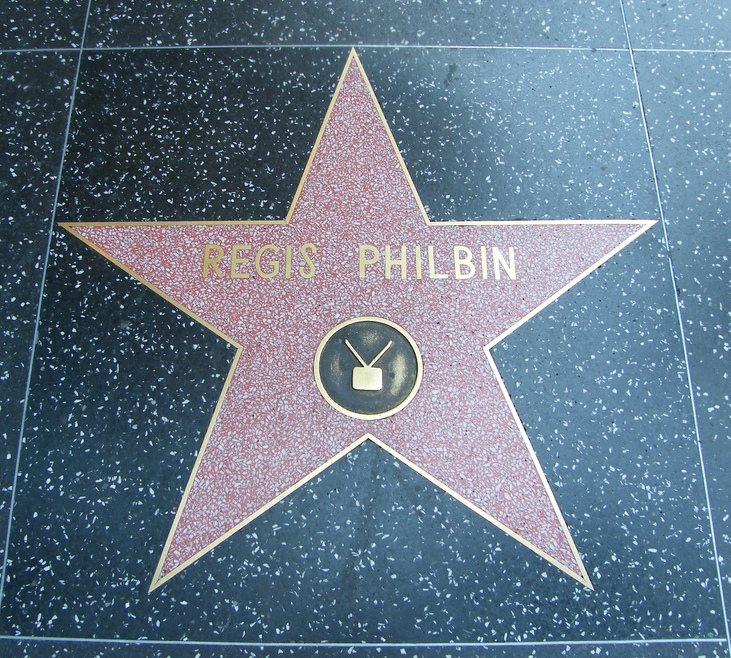
Estrella de Regis Philbin en el Paseo de la Fama de Hollywood

En el ceremonio de los premios Daytime Emmy en mayo de 2001, Philbin fue honrado con premios en dos categorías: «Mejor Presentador de Concursos» (para Who Wants to Be a Millionaire) y «Mejor Presentador de Talk Show» (para Live with Regis; empatado con Rosie O'Donnell). El mismo año, TV Guide le nombró su «Personalidad del Año». En 2002, sirvió como el gran mariscal en el desfile del Torneo de las Rosas. En febrero de 2003, Philbin ganó el Walter Camp Distinguished American Award, y en el 10 de abril del mismo año, fue honrado con una estrella en el Paseo de la Fama de Hollywood.
El 20 de agosto de 2004, Philbin fue reconocido por el Libro Guinness de los récords por haber pasado las más horas en la cámara, con 15.188 horas. Este récord fue actualizado a 16.100 horas en septiembre de 2008, y a 16.540,5 horas en 2009. En 2005, Philbin se honró por PR.com para el «Mejor Sobrenombre de una Celebridad».
En abril de 2006, Philbin ganó un premio Daytime Emmy para co-presentar el acontecimiento especial Walt Disney World Christmas Day Parade con Kelly Ripa y Ryan Seacrest, y alrededor del mismo tiempo, fue inducido en el salón de la fama de la National Association of Broadcasters. En septiembre de 2008, recibió el Premio de la Trayectoria en el ceremonio de los Premios Daytime Emmy, y en 2010, recibió el «Golden Mike's Broadcast Legend Award» de la Radio and Television News Association of Southern California. En 2011, después de empatarse con el Dr. Oz para el premio Daytime Emmy en la categoría de «Mejor Presentador de Talk Show», Philbin recibió un clave a la ciudad de Nueva York del alcalde del mismo, Michael Bloomberg, en honor a su contribución a los medios de comunicación de Nueva York.

## Créditos

### Televisión
- The Tonight Show, locutor (1962)
- The Regis Philbin Show (1964–1965)
- The Joey Bishop Show, locutor (1967–1969)
- Rowan & Martin's Laugh-In (1968)
- It's Happening (1968)
- The Don Rickles Show (1968)
- The Karen Valentine Show (1973)
- The People's Lawyer (1975)
- The Neighbors (1975–1976)
- A.M. Los Angeles, presentador (1975–1981)
- Almost Anything Goes, co-presentador (1976)
- SST: Death Flight, como Harry Carter (1977)
- Mad Bull, como Raymond Towne (1977)
- Mirror, Mirror, como un presentador televisivo (1979)
- Steve Martin: Comedy Is Not Pretty!, como un locutor de servicio público (1980)
- True Life Stories, presentador (1981)
- Battle of the Las Vegas Show Girls, presentador (1981)
- Password, invitado (1981–1982)
- The Regis Philbin Show, co-presentador (1981–1982)
- The Morning Show (1983–1988)
- California Girls (1985)
- Ryan's Hope, como Malachy Malone (1987–1988)
- The New Hollywood Squares, invitado (1987–1988)
- Live with Regis and Kathie Lee (1988–2000)
- Live with Regis and Kelly (2001–2011)
- WrestleMania VII, comentarista y entrevistadora (24 de marzo de 1991)
- Late Show with David Letterman, como sí mismo (1993–2011)
- The Fresh Prince of Bel-Air (1996)
- Mother Goose: A Rappin' and Rhymin' Special, voz (1997)
- Who Wants to Be a Millionaire (1999–2002)
- 2 Minute Drill, panelista (25 de diciembre de 2000)
- Who Wants to Be a Super Millionaire (2004)
- Lilo & Stitch: The Series, invitado en episodio: "Drowsy" (2004)
- This Is Your Life (2006) (piloto no vendido)
- America's Got Talent, presentador (2006)
- Deal or No Deal, presentador (15 de mayo de 2006)
- Are You Smarter Than a 5th Grader? (2007)
- How I Met Your Mother, como sí mismo (2008)
- Million Dollar Password, presentador (2008–2009)
- Who Wants to Be a Millionaire: 10th Anniversary Celebration (2009)
- Take Two with Phineas & Ferb, como sí mismo (25 de febrero de 2011)
- 30 Rock: Episode "100", como sí mismo (21 de abril de 2011)
- WWE Raw, como sí mismo (2 de mayo de 2011)
- Celebrity Ghost Stories, como sí mismo (18 de junio de 2011)
- The Marriage Ref, como sí mismo (3 de julio de 2011)

### Películas
- Everything You Always Wanted to Know About Sex (But Were Afraid to Ask) (1972)
- Sextette (1978)
- The Bad News Bears Go to Japan, como Harry Hahn (1978)
- The Man Who Loved Women (1983)
- Malibu Express, camafeo (1985)
- Funny About Love (1990)
- Night and the City (1992)
- The Emperor's New Clothes (1993)
- Open Season (1995)
- Torrance Rises (1999) (cortometraje)
- Dudley Do-Right (1999)
- Little Nicky (2000)
- See How They Run (2001) (documental)
- Roberto Benigni's Pinocchio, como el Jefe de Pista (voz: versión en inglés, 2002)
- People I Know (2002)
- Cheaper by the Dozen (2003)
- The Breakup Artist (2004)
- Miss Congeniality 2: Armed and Fabulous (2005)
- Little Miss Sunshine (2006) (voz, sin acreditar)
- Mr. Warmth: The Don Rickles Project (2007)
- The Great Buck Howard (2008)
- Shrek tercero (2007) (voz)
- New York Street Games (2010)
- Just Laugh! (2010)
- Shrek Forever After (2010) (voz)
- Jack & Jill (2011)

### Discografía
| 1968                                              | It's Time for Regis! - Sello: Mercury Records  | —  |
| 2004                                              | When You're Smiling - Sello: Hollywood Records | 54 |
| 2009                                              | Just You. Just Me. - Sello: Big Dot Records    | 9  |
| "—" denota lanzamientos que no eran en las tablas |                                                |    |

### Libros
- Philbin, Regis; Gifford, Kathie L.; Albright, Barbara (1993). Cooking with Regis & Kathie Lee (en inglés). Nueva York: Hyperion. ISBN 978-1562827526.
- Philbin, Regis; Gifford, Kathie L.; Albright, Barbara (1994). Entertaining with Regis & Kathie Lee: Year-round Holiday Recipes, Entertaining Tips, and Party Ideas (en inglés). Nueva York: Hyperion. ISBN 978-0786860678.
- Philbin, Regis; Zehme, Bill (1995). I'm Only One Man! (en inglés). Nueva York: Hyperion. ISBN 978-0786889112.
- Philbin, Regis (1997). «Prefacio».  En Faust, Gerry; Love, Steve, eds. Gerry Faust: The Golden Dream (en inglés). Champaign, Illinois: Sagamore Pub. ISBN 978-1571671189.
- Philbin, Regis; Zehme, Bill (2000). Who Wants to Be Me? (en inglés). Nueva York: Hyperion. ISBN 978-0786867394.
- Philbin, Regis (2005). «Prefacio».  En Langford, Jim; Langford, Jeremy, eds. The Spirit of Notre Dame: Legends, Traditions, and Inspiration from One of America's Most Beloved Universities (en inglés). Nueva York: Doubleday. ISBN 978-0824525422.
- Philbin, Regis (2009). «Prefacio».  En Lurie, Dan; Robson, David, eds. Heart of Steel: The Dan Lurie Story (en inglés). Bloomington, Indiana: AuthorHouse. ISBN 978-1434385451.